# Idjeur
Idjeur (în arabă آجر) este o comună din provincia Tizi Ouzou, Algeria.
Populația comunei este de 10.301 locuitori (2008).